# 交川郡
交川郡，中国唐朝时设置的郡。
唐玄宗天宝元年（742年），改松州置交川郡。治所在嘉诚县（今四川省松潘县）。下辖嘉诚县、交川县（今四川省松潘县东南）、平康县（今四川省松潘县红土乡）。辖境相当今四川松潘县及黑水县部分地。唐肃宗乾元元年（758年）改为松州。